# Góry Akademii Nauk
Góry Akademii Nauk (ros. Хребет Академии Наук, tadż. Қаторкуҳи Академияи Фанҳо, trl.: ķatorkūḩi Akademiâi Fanḩo, trb.: katorkuhi Akademijai Fanho) – pasmo górskie będące częścią Pamiru. Znajduje się w całości w Tadżykistanie. Jest to centralna część Pamiru. Pasmo ma długość 110 km. 24 szczyty przekraczają wysokość 6000 m. Najwyższym szczytem jest Szczyt Ismaila Samaniego, który osiąga 7495 m. Najniższą przełęczą jest Kamaloyak (Камалояк) na wysokości 4340 m.
W pasmie tym znajdują się też inne ważne szczyty Pamiru np. Szczyt Korżeniewskiej, Garmo i Szczyt Niepodległości.
Pasmo zbudowane jest ze skał metamorficznych powstałych w paleozoiku, głównie granitów. Szczyty pokryte są śniegiem przez cały rok. Występują tu też liczne lodowce, które zajmują w sumie powierzchnię 1500 km².